# Premis Ondas 1984
Els Premis Ondas 1984 van ser la trenta-unena edició dels Premis Ondas, atorgats el 1984 amb un jurat internacional. En aquesta edició es diferencien les categories: Premis Nacionals de televisió, internacionals de ràdio i internacionals de televisió. Aquest any no es concedí cap premi nacional de ràdio.

## Nacionals de televisió
- «La muerte de un torero» a Informe semanal, TVE

## Internacionals de ràdio
- Europe plus, EIF (França)
- Rock Master Class, UKIB/Capital Radio
- Vamos brincar?, Centro Brasileiro de Radio Educativo Roquete Pinto del Brasil
- Son of Cliché, BBC Radio 4
- Ein Schlachtfeld Wird Besichtigt, ARD/SFB

## Internacionals de televisió
- Paris si tu veux, RTL Télé Lëtzebuerg
- Los hijos de mis hijos a Compromiso, Canal 13 (Argentina)
- Spitting Image, UKIB/Central Independent TV
- Contrapunto, TVA de Mèxic